# حوریت
حوریت (مصری باستان: Ḥr.jt؛ معنای تحت‌اللفظی: «دختر حوروس» / «آن‌که به حوروس تعلق دارد») شاهزاده‌ای از مصر باستان در دورهٔ دوم میانی مصر بود. او به احتمال زیاد دختر حاکم هیکسوس «آپوپی» بوده، که مهم‌ترین پادشاه دودمان پانزدهم مصر به‌شمار می‌آید.
نام‌های پادشاه و حوریت روی قطعه‌ای از یک ظرف سنگی دیده شده که در یکی از مقبره‌های تِبِس (مقبره ANB) کشف شده؛ این حفاری توسط هاوارد کارتر انجام شد و گاه این مقبره به آمنهوتپ یکم نسبت داده می‌شود. این کشف باعث گمانه‌زنی‌هایی شد مبنی بر اینکه حوریت ممکن است با یکی از پادشاهان تبسی دودمان هفدهم مصر ازدواج کرده باشد. البته ممکن است این ظرف تنها یکی از غنائمی باشد که پس از پیروزی نهایی احمس یکم بر مردمان هیکسوس از شهر اواریس به غنیمت گرفته شده است.
بر روی این ظرف، حوریت با لقب «دختر پادشاه» یاد شده و نامش در کارتوش نوشته شده است؛ امتیازی که به همه اعضای خاندان سلطنتی داده نمی‌شد. اطلاعات دیگری دربارهٔ او در دست نیست. قطعهٔ این ظرف سنگی هم‌اکنون در موزه هنر متروپولیتن نگهداری می‌شود (شماره: ۲۱٫۷٫۷).